# Primer Extension
Die Primer Extension [ˊpʁaɪ̯mɐ][ɪkˊstenʃn] ist eine molekularbiologische Methode, die im Allgemeinen zur Bestimmung der Basensequenz des 5'-Endes der mRNA dient. Dazu werden aus einem Gemisch von RNA-Molekülen die 5'-Enden einer bestimmten RNA-Spezies ermittelt. Das 5'-Ende ist zumeist auch ein Transkriptionsstartpunkt des betrachteten Gens.

## Beschreibung der Methode
Bei der Primer Extension wird ein kurzes, (zumeist) synthetisch hergestelltes DNA-Oligonukleotid – der sogenannte Primer – an zuvor isolierte RNA angelagert. Dazu werden die RNA und der zuvor meistens mit T4-Polynukleotidkinase radioaktiv markierte Primer zusammengegeben und erhitzt. Durch das Erhitzen trennen sich doppelsträngige Bereiche der RNA. Nachfolgend wird der Ansatz wieder abgekühlt, wodurch sich der Primer an die komplementäre Basensequenz der RNA anlagern kann. Dadurch findet der Primer im RNA-Gemisch das entsprechende Gen.
Das System enthält im Wesentlichen noch zwei weitere Komponenten. Das sind die Desoxyribonukleosidtriphosphate (dNTPs, kurz dATP, dCTP, dGTP und dTTP), die als Nukleinbasen fungieren und ein Enzym, das als Reverse Transkriptase bezeichnet wird. Die Reverse Transkriptase bindet am DNA/RNA-Hybrid-Molekül und füllt den Primer am 3'-Ende mit Nukleotiden auf. Dabei dient die mRNA des betrachteten Gens als Matrize. Durch die Verlängerung (Extension) wird der Primer zur cDNA. Die cDNA kann nach Trennung von der RNA (z. B. durch alkalische Lyse und/oder RNA-abbauende Enzyme) einer weiterführenden Analyse unterzogen werden.
Im Allgemeinen läuft die weiterführende Analyse so, dass der cDNA aus dem Primer-Extension-Ansatz ein Sequenzierungs-Ansatz bereits bekannter genomischer DNA gegenübergestellt wird. Das bekannte, zumeist klonierte Stück DNA beinhaltet den Primer-Bereich und sollte an der "anderen" Seite über das noch nicht genau kartierte "vordere" Ende des betreffenden Gens hinausreichen. Die Sequenzier-Reaktionen werden mit dem gleichen Primer durchgeführt wie die cDNA-Synthese. Die Primer-Extension-Produkte und die Reaktionen der DNA-Sequenzierung werden auf ein sogenanntes „Sequenziergel“ aufgetragen und einer Elektrophorese unterzogen. Anhand des Vergleiches der DNA-Fragmentlängen kann der Transkriptionsstartpunkt ermittelt werden.

## Entstehung
Die Primer Extension wurde in den späten 1970ern entwickelt. Dabei wurden im Wesentlichen zwei Richtungen verfolgt und zusammengeführt: die DNA-Sequenzierung durch teilweisen Kettenabbruch und die cDNA-Synthese durch Reverse Transkriptasen. Während primer extension anfangs eher als Wortgruppe denn als Name einer Methode eingesetzt wurde, setzte sich der Begriff Anfang der 1980er als terminus technicus durch und bezeichnet zumeist die oben beschriebene Variante. Methoden, bei denen die Sequenzierung durch teilweisen Kettenabbruch direkt an die cDNA-Synthese gekoppelt sind, werden heute eher als direkte RNA-Sequenzierung bezeichnet.

## Homonyme und Synonyme
Homonyme: Neben einigen von Primer Extension verschiedenen molekulargenetischen Methoden, bei denen ebenfalls die Verlängerung eines Oligonukleotides durch Nukleinsäurepolymerasen eine Rolle spielt, wird die Wortgruppe "...primer extension..." vor allem bei der Beschreibung der DNA-Replikation eingesetzt.
Synonyme: cDNA extension by reverse transcriptase; reverse transcriptase mapping; RT-mapping; RT-Kartierung